# مونيكا ك. لوزانو
مونيكا ك. لوزانو (بالإنجليزية: Monica C. Lozano)‏ هي رئيسة تحرير صحيفة أمريكية، ولدت في 21 يوليو 1956 في لوس أنجلوس في الولايات المتحدة.

## وصلات خارجية
- الموقع الرسمي
- مونيكا ك. لوزانو على موقع IMDb (الإنجليزية)
- مونيكا ك. لوزانو على موقع إن إن دي بي (الإنجليزية)
- مونيكا ك. لوزانو على موقع قاعدة بيانات الفيلم (الإنجليزية)